# (2733) Hamina
(2733) Hamina est un astéroïde de la ceinture principale.

## Description
(2733) Hamina est un astéroïde de la ceinture principale. Il fut découvert le 22 février 1938 à Turku par Yrjö Väisälä. Il présente une orbite caractérisée par un demi-grand axe de 2,35 UA, une excentricité de 0,14 et une inclinaison de 10,4° par rapport à l'écliptique.

## Compléments